# Régine Crespin (rose)
'Régine Crespin' est un cultivar de rosier floribunda obtenu en 1990 par le rosiériste français Delbard. Il est baptisé en hommage à la cantatrice française Régine Crespin (1927-2007). Il a été primé plusieurs fois grâce à sa bonne tenue et à son coloris original.

## Description
Ce rosier vigoureux de moyenne taille (75 cm) est caractérisé par ses fleurs rose foncé et blanc crème, de taille moyenne en forme de coupe (26-40 pétales). Elles fleurissent en bouquets tout au long de la saison. Elles ne sont pas parfumées. Ce rosier supporte les hivers froids à −20 °C.
Le rosier 'Régine Crespin' a besoin d'un emplacement ensoleillé pour bien fleurir. Il est parfait pour les massifs du jardin ou les fleurs à couper et surtout pour les premiers rangs en bordure.

## Distinctions
- Prix de l'AJJH, 1992[5]
- Bagatelle, prix de Bagatelle, 1993,
- Médaille de vermeil d'Orléans, 1994,
- Prix de Courtrai, 1995